# Черкасько-Лозівська сільська рада
Черка́сько-Лозівська сільська́ ра́да — адміністративно-територіальна одиниця та орган місцевого самоврядування в Дергачівському районі Харківської області. Адміністративний центр — село Черкаська Лозова.

## Загальні відомості
- Черкасько-Лозівська сільська рада утворена в 1920 році.
- Територія ради: 70,9 км²
- Населення ради: 5 173 особи (станом на 2001 рік)
- Територією ради протікає річка Лозова.

## Населені пункти
Сільській раді підпорядковані населені пункти:
- с. Черкаська Лозова
- с-ще Лісне

## Склад ради
Рада складається з 30 депутатів та голови.
- Голова ради:
- Секретар ради: Блажко Валентина Данилівна

### Керівний склад попередніх скликань
| Прізвище, ім'я, по батькові | Основні відомості                                                         | Дата обрання | Дата звільнення |
| --------------------------- | ------------------------------------------------------------------------- | ------------ | --------------- |
| Шабалтас Павло Петрович     | Сільський голова, 1957 року народження, освіта вища, безпартійний         | 26.03.2006   | 31.10.2010      |
| Шабалтас Павло Петрович     | Сільський голова, 1957 року народження, освіта вища, член Партії регіонів | 31.10.2010   | 20.01.2014      |

Примітка: таблиця складена за даними сайту Верховної Ради України

### Депутати
За результатами місцевих виборів 2010 року депутатами ради стали:

#### За суб'єктами висування
| Суб'єкт висування           | Кількість обраних депутатів | %    |
| --------------------------- | --------------------------- | ---- |
| Самовисування               | 20                          | 66,7 |
| Партія регіонів             | 9                           | 30   |
| Комуністична партія України | 1                           | 3,3  |

#### За округами
| № округу                    | Прізвище, ім'я, по батькові     | Дата визнання обраним | Освіта             | Партійна приналежність                        | Відомості про обраного депутата                                                       |
| --------------------------- | ------------------------------- | --------------------- | ------------------ | --------------------------------------------- | ------------------------------------------------------------------------------------- |
| Комуністична партія України |                                 |                       |                    |                                               |                                                                                       |
| 5                           | Домніч Людмила Никифорівна      | 04.11.2010            | середня            | позапартійна                                  | пенсіонер                                                                             |
| Партія регіонів             |                                 |                       |                    |                                               |                                                                                       |
| 1                           | Філоненко Микола Петрович       | 04.11.2010            | середня            | член Партії регіонів                          | Харківське Державне Авіаційне Виробниче Підприємство, старший майстер                 |
| 4                           | Домніч Олександр Васильович     | 04.11.2010            | середня            | член Партії регіонів                          | Управління комунального майна при Черкасько-Лозівській сільській раді, спеціаліст УКМ |
| 7                           | Давидова Олена Олексіївна       | 04.11.2010            | вища               | член Партії регіонів                          | Міська клінічна лікарня № 30, лікар                                                   |
| 8                           | Голубова Ольга Миколаївна       | 04.11.2010            | середня            | член Партії регіонів                          | Черкасько-Лозівська сільська рада, секретар-друкарка                                  |
| 11                          | Будянська Олена Миколаївна      | 04.11.2010            | вища               | член Партії регіонів                          | Міжрайонна виконавча дирекція м. Дергачі, провідний спеціаліст                        |
| 13                          | Глушко Сергій Іванович          | 04.11.2010            | середня            | член Партії регіонів                          | пенсіонер                                                                             |
| 14                          | Блажко Валентина Данилівна      | 04.11.2010            | середня            | член Партії регіонів                          | Черкасько- Лозівська сільська рада, секретар                                          |
| 21                          | Малінка Тетяна Миколаївна       | 04.11.2010            | вища               | член Партії регіонів                          | ФУ Черкасько-Лозівської сільської ради, начальник ФУ                                  |
| 30                          | Корецький Олександр Ізович      | 04.11.2010            | вища               | член Партії регіонів                          | ТОВ «Хімагробуд», директор                                                            |
| Самовисування               |                                 |                       |                    |                                               |                                                                                       |
| 2                           | Приходько Сергій Павлович       | 04.11.2010            | середня            | позапартійний                                 | пенсіонер                                                                             |
| 3                           | Єжак Любов Іванівна             | 04.11.2010            | вища               | позапартійна                                  | СПДФЛ Лещенко Н. В., продавець                                                        |
| 6                           | Філоненко Микола Володимирович  | 04.11.2010            | середня            | позапартійний                                 | пенсіонер                                                                             |
| 9                           | Ільченко Павло Іванович         | 04.11.2010            | вища               | позапартійний                                 | Обласна клінічна лікарня, лікар                                                       |
| 10                          | Ольховська Світлана Миколаївна  | 04.11.2010            | вища               | позапартійна                                  | тимчасово не працює                                                                   |
| 12                          | Шабалтас Олександр Опанасович   | 04.11.2010            | середня спеціальна | позапартійний                                 | Харківське Державне Авіаційне Виробниче Підприємство, слюсар                          |
| 15                          | Чернуха Володимир Олексійович   | 04.11.2010            | вища               | член Партії регіонів                          | ДЕУ −901, головний інженер                                                            |
| 16                          | Бєлашенко Микола Якович         | 04.11.2010            | середня            | член Партії регіонів                          | ННЦ ХФТІ, лаборант                                                                    |
| 17                          | Лисенко Олександр Сергійович    | 04.11.2010            | середня            | позапартійний                                 | ПП «Ватерчас», заступник директора                                                    |
| 18                          | Дерев'янко Євген Миколайович    | 04.11.2010            | вища               | позапартійний                                 | приватний підприємець                                                                 |
| 19                          | Радченко Володимир Іванович     | 04.11.2010            | вища               | позапартійний                                 | ХФТІ, інженер                                                                         |
| 20                          | Топчій Валерій Іванович         | 04.11.2010            | вища               | член Партії регіонів                          | Дергачівська філія ХОКП, начальник газової служби                                     |
| 22                          | Фісун Віктор Григорович         | 04.11.2010            | вища               | позапартійний                                 | Управління комунального майна, спеціаліст                                             |
| 23                          | Карпачов Сергій Іванович        | 04.11.2010            | вища               | позапартійний                                 | ХПГЗ- НКАУ, провідний інженер                                                         |
| 24                          | Домніч Василь Павлович          | 04.11.2010            | вища               | член Всеукраїнського об'єднання «Батьківщина» | Приватне підприємство «Автодом», директор                                             |
| 25                          | Музика Любов Петрівна           | 04.11.2010            | середня            | позапартійна                                  | пенсіонер                                                                             |
| 26                          | Дерев'янко Олена Вікторівна     | 04.11.2010            | вища               | позапартійна                                  | ПФ «Юнона», директор                                                                  |
| 27                          | Заболотний Олександр Григорович | 04.11.2010            | вища               | позапартійний                                 | Оздоровчий комплекс «Сонячна галявина», директор                                      |
| 28                          | Піскунов Юрій Євгенович         | 04.11.2010            | вища               | позапартійний                                 | «РИМ-2000», системний адміністратор                                                   |
| 29                          | Нечипорук Олег Дмитрович        | 04.11.2010            | вища               | позапартійний                                 | НТПП «ДІНАС», директор                                                                |